# Marion Hänsel
Marion Hänsel, nacida como Marion Ackermann (Marsella, Bouches-du-Rhône, 12 de febrero de 1949 - Bélgica, 8 de junio de 2020) fue una actriz, guionista, productora y directora de cine belga. 

## Biografía
Nacida en 1949 en Marsella, creció en Amberes y se dedicó primero al teatro formándose como actriz en Nueva York y en París. En 1977, establecida en Bruselas, comenzó su carrera como actriz consiguiendo algunos pequeños papeles, como en su primer cortometraje, Equilibres, y sobre todo con el film  El una canta, la otra no  (1977). 
En 1982, hizo su primer largometraje, Le Lit, basado en una novela de Dominique Rolin, que le valió el Premio Cavens otorgado por la crítica a la mejor producción de un cineasta belga. Desde entonces, se ha convertido en especialista en adaptación literaria con  Dust  de John Maxwell Coetzee, película que ganó el León de Plata en el Festival Internacional de Cine de Venecia de 1985, hito que ningún director belga lo había hecho antes. Sus otras obras son La Boda bárbaras adaptada de la novela que le había valido el Goncourt al Premio Nobel Yann Queffelec en 1985,  Il Maestro  con Charles Aznavour basada en una obra de Mario Soldati,  Entre dos mares de Nikos Kavvadías, y A cielo abierto de Damon Galgut, cada vez imponiendo un estilo visual singular que tiende a ser refinado. Productora muy activa en el mundo del cine belga, Marion Hänsel fue elegida "Mujer del Año" en Bélgica en 1987. Ejerció en diferentes períodos el cargo de presidenta de la Junta de Selección de la Comunidad Francesa de Cine. Y el año 1998 obtuvo el Zenith de Oro del Festival de Montreal.

## Filmografía

### Como directora
- Équilibre (corto) (1977)
- Le Lit (1982)
- Dust (1985)
- Las bodas bárbaras (Les Noces barbares) (1987)
- Il Maestro (1990)
- Entre el cielo y la tierra (Sur la Terre comme au ciel) (1992)
- Entre dos mares (Between the Devil and the Deep Blue Sea) (1995)
- A cielo abierto (La Faille) (1998)
- Clouds: Letters to My Son (Nuages, Lettres à mon fils) (2001)
- Si el viento sopla la arena (Si le vent soulève les sables) (2006)
- Noir Océan (2010)
- El afecto (La Tendresse) (2013)
- Río arriba (En amont du fleuve) (2016)
- Il était un petit navire (2019)

### Como actriz
- Casse-toi, sale arabe de Pierre Arago (1974)
- Una canta, la otra no (L'une chante, l'autre pas) de Agnès Varda (1977)
- Histoires de voyous : La Belle Affaire de Pierre Arago (1979)
- Les Enquêtes du commissaire Maigret de Louis Grospierre (serie TV), episodio : Maigret et le Clochard (1982)

## Premios y distinciones
Festival Internacional de Cine de Venecia
| Año  | Categoría     | Película | Resultado |
| ---- | ------------- | -------- | --------- |
| 1985 | León de Plata | Dust     | Ganadora  |

Festival Internacional de Cine de Cannes
| Año  | Categoría                           | Película        | Resultado |
| ---- | ----------------------------------- | --------------- | --------- |
| 1995 | Jurado Ecuménico - Mención especial | Entre dos mares | Ganadora  |

Festival Internacional de Cine de San Sebastián
| Año  | Categoría                       | Película                    | Resultado |
| ---- | ------------------------------- | --------------------------- | --------- |
| 1989 | Premio del Ateneo Guipuzcoano   | Il maestro                  | Ganadora  |
| 2006 | Premio CICAE - Mención especial | Si el viento sopla la arena | Ganadora  |